# 김극뉴 묘역
김극뉴 묘역(金克忸 墓域)은 대한민국 전라남도 순창군 인계면 마흘리에 있는, 조선시대의 무덤이다. 2019년 1월 30일 순창군의 향토문화유산(기념물) 제1호로 지정되었다.

## 개요
조선 성종대에 대사간(大司諫)을 역임한 김극뉴(金克忸, 1436～1496)는 예학(禮學)을 집대성하여 문묘에 함께 배향된 김장생(金長生, 1548∼1631)과 그의 아들 김집(金集, 1574∼1656)의 5대조이다.
김극뉴 묘를 기준으로 위쪽에 장인인 함양박씨(咸陽朴氏) 박예 부부, 아래쪽에 아들과 증손, 맨 아래에는 사위와 딸의 합장묘인 동래정씨(東來鄭氏) 정광좌(鄭光佐) 묘 등이 차례로 조성되어 있다.
풍수가들에 의해 일찍부터 조선시대 8대 명당 중 하나인 '말명당(馬明堂)'으로 일컬어 졌다.
조선시대 전기의 윤회봉사(輪廻奉祀)와 균분상속(均分相續)의 일면을 보여주는 문화유산으로서 역사상, 학술상 가치가 증명된 자료로 판단된다.